# ولسوالی بهارک (تخار)
بهارک یکی از ولسوالیهای ولایت تخار در شمال خاوری افغانستان با جمعیت نزدیک به ۴۰۹۰۲ نفر است.این ولسوالی در سال ۲۰۰۵ از ولسوالی تالقان جدا شد. اکثر مردم کارشان کشاورزی است. این ولسوالی محل جنگ بین دولت افغانستان و طالبان بوده است. بهارک در اواخر سال ۲۰۱۸ مورد مناقشه قرار گرفت و تا اوت ۲۰۲۱ توسط طالبان تصرف شد.

## موقعیت جغرافیایی
مساحت بهارک ۲۳۱ کیلومتر مربع است که نسبتاً معادل مساحت سائو ویسنته است.